# 捷格卡山
捷格卡山（英語：Mount Czegka）是南極洲的山峰，位於瑪麗伯德地，處於斯科特冰川東面，海拔高度2,270米，在1934年12月由美國探險隊的地質學會發現，現時由南極條約體系管理。